# Ganglioneurom
Ganglioneurom je vzácný typ benigního tumoru autonomní nervů pocházejících z nediferencovaných buněk neruální lišty sympatika. Samotný ganlioneurom je složen z buněk zcela diferencovaných.
Ganglioneuroma se nejčastěji vyskytuje v oblasti břicha, nicméně tento typ nádoru můžeme najít kdekoliv, pokud je zde i vhodná nervová tkáň. Ganglioneuromy jsou typicky bez příznaků, avšak tumor v oblasti hrudníku může způsobovat například dýchací potíže nebo bolest na hrudníku. Naopak nádor v oblasti míchy způsobuje bolesti zad nebo výraznou ztrátu svalové hmoty.